# Моје најдраже пјесме
Моје најдраже пјесме је седми албум Кемала Монтена. Издат је 1985. године у формату ЛП винил плоче. Издавачка кућа је Дискотон LP 8182.

## Песме
- А1 Једне ноћи у децембру
- А2 Пахуљице моја
- A3 Спавај цвијете мој
- A4 Свирај ми о њој
- A5 Душо моја
- Б1 Сарајево, љубави моја
- Б2 Лидија
- Б3 Свирај, гитаро моја
- Б4 Тајна жена
- Б5 Земљо моја

## Сарадници
- Аранжер – С. Kaлoђeрa, С. Матијевић (А3), Е. Арнауталић (А4)
- Диригент – Ранко Рихтман
- Tекст - Кемал Монтено, С. Вуковић (А2), З. Голоб (А5), А Хафизовић (Б1), Р. Хадровић (Б2)
- Музика – Кемал Монтено
- Оркестар – Студијски оркестар РТВ Сарајево
- Продуцент – Милан Ступар